# Morti nel 1814
| Questa pagina contiene informazioni ricavate automaticamente dalle voci biografiche con l'ausilio del template Bio e di un bot. L'aggiornamento è periodico e automatico e ricostruisce completamente la pagina. Se manca una persona in questa lista, sei pregato di non aggiungerla, ma accertati piuttosto che la sua voce biografica contenga il template Bio e che i dati anagrafici siano correttamente compilati. Se il template Bio manca, inseriscilo tu stesso o, in alternativa, metti l'avviso {{tmp\|Bio}} che ne segnala la mancanza. Se i dati riportati sono sbagliati, correggi direttamente la voce biografica; le modifiche saranno visibili in questa lista entro pochi giorni. Per chiarimenti vedi il progetto biografie. La lista contiene solo le 169 persone che sono citate nell'enciclopedia e per le quali è stato implementato correttamente il template Bio. Pagina aggiornata al 10 giu 2025. |

## Gennaio(11)
- 4 gennaio - Johann Georg Jacobi, poeta tedesco (n. 1740)
- 7 gennaio - Ira Allen, generale e politico statunitense (n. 1751)
- 14 gennaio - Charles Bossut, gesuita e matematico francese (n. 1730)
- 20 gennaio - Jean-François-Pierre Peyron, pittore francese (n. 1744)
- 21 gennaio - Matthias Claudius, scrittore e poeta tedesco (n. 1740)
- 21 gennaio - Jacques-Henri Bernardin de Saint-Pierre, scrittore e botanico francese (n. 1737)
- 27 gennaio - Ernesto di Meclemburgo-Strelitz, nobile tedesco (n. 1742)
- 27 gennaio - Johann Gottlieb Fichte, filosofo e docente tedesco (n. 1762)
- 28 gennaio - Pierre Lacour, pittore francese (n. 1745)
- 28 gennaio - Antonio Giuseppe Testa, medico italiano (n. 1756)
- 30 gennaio - Stephen Rochefontaine, militare statunitense (n. 1755)

## Febbraio(13)
- 1º febbraio - Francesco Seratti, politico italiano (n. 1736)
- 3 febbraio - Jan Antonín Koželuh, compositore ceco (n. 1738)
- 3 febbraio - Mariano Matamoros, presbitero e patriota messicano (n. 1770)
- 5 febbraio - Franz Anton Wyrsch, politico svizzero (n. 1737)
- 7 febbraio - Jean-Nicolas Démeunier, politico e saggista francese (n. 1751)
- 13 febbraio - Annibale de Leo, arcivescovo cattolico italiano (n. 1739)
- 14 febbraio - Baldassarre Francesco Rasponi, arcivescovo cattolico italiano (n. 1758)
- 14 febbraio - Giambattista Rusca, generale italiano (n. 1759)
- 18 febbraio - Paul Davidovich, generale austro-ungarico (n. 1737)
- 23 febbraio - Sergej Nikolaevič Lanskoj, generale russo (n. 1774)
- 23 febbraio - Georges Félix de Wimpffen, generale francese (n. 1744)
- 26 febbraio - Johan Tobias Sergel, scultore svedese (n. 1740)
- 27 febbraio - Jean Reynier, generale francese (n. 1771)

## Marzo(16)
- 1º marzo - Silas Lee, politico e giudice statunitense (n. 1760)
- 5 marzo - Andrej Nikiforovič Voronichin, architetto russo (n. 1759)
- 10 marzo - Alexandre Gonsse de Rougeville, militare francese (n. 1761)
- 13 marzo - Angelica Schuyler Church, statunitense (n. 1756)
- 13 marzo - Luigi Francesco Giuseppe di Borbone-Conti, principe francese (n. 1734)
- 18 marzo - Giovanni Negro, politico italiano (n. 1758)
- 18 marzo - Margaret Poyntz, filantropa inglese (n. 1737)
- 20 marzo - Jacques-Louis de Pourtalès, banchiere svizzero (n. 1722)
- 21 marzo - Luca Antonio Pagnini, religioso e grecista italiano (n. 1737)
- 25 marzo - Francesco Bruno di Tornaforte, generale italiano (n. 1729)
- 26 marzo - Joseph-Ignace Guillotin, medico e politico francese (n. 1738)
- 27 marzo - Emily Lennox, nobildonna inglese (n. 1731)
- 29 marzo - Michel-Honoré Bounieu, pittore e incisore francese (n. 1740)
- 29 marzo - Guillaume Emmanuel Guignard de Saint-Priest, generale russo (n. 1776)
- 29 marzo - Claude Michel, scultore francese (n. 1738)
- 31 marzo - Pierre Sonnerat, naturalista e esploratore francese (n. 1748)

## Aprile(14)
- 1º aprile - Joseph Johann Ferraris, generale e cartografo austriaco (n. 1726)
- 8 aprile - Giacinto della Torre, arcivescovo cattolico italiano (n. 1747)
- 12 aprile - António de São José de Castro, vescovo cattolico e monaco cristiano portoghese (n. 1741)
- 12 aprile - Charles Burney, compositore, organista e storico inglese (n. 1726)
- 13 aprile - Federico Guglielmo di Solms-Braunfels, generale prussiano (n. 1770)
- 13 aprile - Benedetto Solari, vescovo cattolico italiano (n. 1742)
- 15 aprile - Karl Lichnowsky, principe e compositore austriaco (n. 1761)
- 18 aprile - Domenico Costantino di Löwenstein-Wertheim-Rochefort, principe tedesco (n. 1762)
- 19 aprile - Thomas Brudenell-Bruce, I conte di Ailesbury, nobile inglese (n. 1729)
- 20 aprile - Giuseppe Prina, politico italiano (n. 1766)
- 24 aprile - Pierre Guillaume Gratien, militare francese (n. 1764)
- 25 aprile - Innico Maria Guevara-Suardo, italiano (n. 1744)
- 25 aprile - Louis-Sébastien Mercier, scrittore e drammaturgo francese (n. 1740)
- 28 aprile - Salvatore Maria Di Blasi, archivista e bibliotecario italiano (n. 1719)

## Maggio(10)
- 3 maggio - Abd Allah I Al-Sabah, sovrano kuwaitiano (n. 1740)
- 5 maggio - Jacob Sieberer, militare austriaco (n. 1766)
- 6 maggio - Georg Joseph Vogler, compositore, organista e insegnante tedesco (n. 1749)
- 17 maggio - Giovanni Battista Giovio, nobile e letterato italiano (n. 1748)
- 17 maggio - George Onslow, I conte di Onslow, nobile e politico inglese (n. 1731)
- 20 maggio - Giovanni Antonio Rizzi Zannoni, cartografo e geografo italiano (n. 1736)
- 26 maggio - Cosimo Betti, magistrato e poeta italiano (n. 1727)
- 27 maggio - Federico di Anhalt-Dessau, principe tedesco (n. 1769)
- 27 maggio - James Hamilton, visconte Hamilton, politico inglese (n. 1786)
- 29 maggio - Giuseppina di Beauharnais, francese (n. 1763)

## Giugno(14)
- 10 giugno - Angelo Petrozzani, avvocato e letterato italiano (n. 1741)
- 13 giugno - Alessandro Barca, teorico della musica e chimico italiano (n. 1741)
- 14 giugno - Federico Cristiano II di Schleswig-Holstein-Sonderburg-Augustenburg, principe danese (n. 1765)
- 15 giugno - Charles Palissot de Montenoy, drammaturgo e editore francese (n. 1730)
- 18 giugno - Giuseppe Nadi, architetto italiano (n. 1779)
- 21 giugno - Gilbert Elliot-Murray-Kynynmound, I conte di Minto, politico, diplomatico e nobile britannico (n. 1751)
- 21 giugno - Erasmus Gower, ammiraglio britannico (n. 1742)
- 21 giugno - Johann Martin Miller, scrittore tedesco (n. 1750)
- 22 giugno - Francesco Celebrano, artista italiano (n. 1729)
- 23 giugno - Louis Antoine Vimeux, generale e nobile francese (n. 1737)
- 26 giugno - Dominique Villars, botanico francese (n. 1745)
- 27 giugno - Carlo Antonio Napione, militare, chimico e mineralogista italiano
- 27 giugno - Johann Friedrich Reichardt, compositore, scrittore e critico musicale tedesco (n. 1752)
- 28 giugno - Edmond Louis Alexis Dubois-Crancé, politico francese (n. 1747)

## Luglio(12)
- 4 luglio - Emilio Carlo di Leiningen, nobile tedesco (n. 1763)
- 5 luglio - Georges Jacob, ebanista francese (n. 1739)
- 9 luglio - Daniel Delany, vescovo cattolico irlandese (n. 1747)
- 10 luglio - Camillo Marcolini-Ferretti, nobile italiano (n. 1739)
- 11 luglio - Saadat Ali Khan II, sovrano indiano (n. 1752)
- 12 luglio - William Howe, generale, politico e nobile britannico (n. 1729)
- 13 luglio - Étienne Morel de Chédeville, drammaturgo e librettista francese (n. 1751)
- 14 luglio - Giovanna Sestini, soprano italiano (n. 1749)
- 15 luglio - Francisco Espejo, avvocato venezuelano (n. 1758)
- 19 luglio - Matthew Flinders, esploratore, navigatore e cartografo britannico (n. 1774)
- 25 luglio - Charles Dibdin, musicista, drammaturgo e romanziere inglese (n. 1745)
- 28 luglio - Benjamin Goodhue, politico statunitense (n. 1748)

## Agosto(7)
- 11 agosto - Lorenzo Baini, compositore italiano (n. 1740)
- 14 agosto - Durand de Maillane, giurista francese (n. 1729)
- 19 agosto - Gustaf Mauritz Armfelt, generale, diplomatico e politico svedese (n. 1757)
- 19 agosto - Pierre Patte, architetto e incisore francese (n. 1723)
- 19 agosto - Angelo Tarchi, compositore italiano
- 21 agosto - Benjamin Thompson, fisico e ingegnere statunitense (n. 1753)
- 31 agosto - Arthur Phillip, ammiraglio inglese (n. 1738)

## Settembre(10)
- 1º settembre - Giuseppe Rosati, medico, agronomo e matematico italiano (n. 1752)
- 1º settembre - Charles de La Font de Savine, vescovo cattolico francese (n. 1742)
- 7 settembre - Pierre-Victor Malouet, politico francese (n. 1740)
- 8 settembre - Maria Carolina d'Asburgo-Lorena, nobile (n. 1752)
- 15 settembre - Hammuda ibn Ali, sovrano tunisino (n. 1759)
- 17 settembre - Bernardo Maria Cenicola, arcivescovo cattolico italiano (n. 1748)
- 17 settembre - Jacques Bernard d'Anselme, generale francese (n. 1740)
- 21 settembre - Francesco Ceccarelli, cantante castrato italiano (n. 1752)
- 24 settembre - Jean Baptiste Louis Georges Seroux d'Agincourt, storico dell'arte francese (n. 1730)
- 26 settembre - Laure-Auguste de Fitz-James, nobildonna francese (n. 1744)

## Ottobre(8)
- 2 ottobre - Vera Petrovna Protasova, nobildonna russa (n. 1780)
- 4 ottobre - André-Antoine Ravrio, scultore, drammaturgo e poeta francese (n. 1759)
- 7 ottobre - Guillaume-Antoine Olivier, entomologo e botanico francese (n. 1756)
- 8 ottobre - Adalbert von Harstall, vescovo cattolico e abate tedesco (n. 1737)
- 12 ottobre - Giuseppe Gregorio Maria Solari, scrittore italiano (n. 1737)
- 19 ottobre - Mercy Otis Warren, scrittrice e patriota statunitense (n. 1728)
- 20 ottobre - Philip Astley, cavallerizzo inglese (n. 1742)
- 20 ottobre - Gioacchino Pessuti, matematico e politico italiano (n. 1743)

## Novembre(12)
- 1º novembre - Jean-François Janinet, incisore francese (n. 1752)
- 1º novembre - Aleksandr Nikolaevič Samojlov, politico e generale russo (n. 1744)
- 3 novembre - Hamengkubuwono III, sovrano indonesiano (n. 1769)
- 7 novembre - Sigmund Christoph von Waldburg-Zeil-Trauchburg, vescovo cattolico tedesco (n. 1754)
- 16 novembre - John Stuart, I marchese di Bute, nobile e diplomatico scozzese (n. 1744)
- 16 novembre - Giuseppe Maggiolini, ebanista italiano (n. 1738)
- 17 novembre - Gottfried Mind, pittore svizzero (n. 1768)
- 18 novembre - Aleijadinho, scultore, intagliatore e architetto brasiliano (n. 1730)
- 19 novembre - Cristoforo Babbi, violinista e compositore italiano (n. 1745)
- 21 novembre - Nicola Valletta, giurista e scrittore italiano (n. 1750)
- 23 novembre - Elbridge Gerry, politico statunitense (n. 1744)
- 30 novembre - Jean-Michel Moreau, pittore, incisore e disegnatore francese (n. 1741)

## Dicembre(18)
- 1º dicembre - Georg Ludwig von Edelsheim, politico e diplomatico tedesco (n. 1740)
- 2 dicembre - Marchese de Sade, scrittore, filosofo e drammaturgo francese (n. 1740)
- 5 dicembre - José Tomás Boves, generale spagnolo (n. 1782)
- 5 dicembre - Évariste de Parny, poeta francese (n. 1753)
- 9 dicembre - Niccolò Andria, medico e filosofo italiano (n. 1747)
- 9 dicembre - Joseph Bramah, inventore britannico (n. 1748)
- 9 dicembre - Agostino Colaianni, vescovo cattolico italiano (n. 1751)
- 11 dicembre - Marie-Louise O'Murphy, cantante francese (n. 1737)
- 12 dicembre - Ernst Ludwig Julius von Lenthe, politico tedesco (n. 1744)
- 13 dicembre - Jean-Baptiste Broussier, generale francese (n. 1766)
- 13 dicembre - Charles Joseph de Ligne, militare, scrittore e commediografo belga (n. 1735)
- 19 dicembre - Giuseppe Venanzio Marvuglia, architetto italiano (n. 1729)
- 20 dicembre - Uthman ibn Ali, sovrano tunisino (n. 1763)
- 21 dicembre - Charles François Bicquilley, militare, filosofo e matematico francese (n. 1738)
- 22 dicembre - Pieter Faes, pittore fiammingo (n. 1750)
- 26 dicembre - Nicolas-François Guillard, librettista francese (n. 1752)
- 29 dicembre - Jenny von Voigts, scrittrice tedesca (n. 1749)
- 31 dicembre - Sophie Marie von Voß, nobildonna tedesca (n. 1729)

## Senza giorno specificato(24)
- Manuel Inácio da Silva Alvarenga, poeta brasiliano (n. 1749)
- Germano Azzoguidi, medico italiano (n. 1740)
- Alessandro Carli, nobile e letterato italiano (n. 1740)
- William Eden, I barone Auckland, politico inglese (n. 1744)
- Giuseppe Geremia, musicista e compositore italiano (n. 1732)
- Yisroel Hopsztajn, rabbino e mistico polacco (n. 1737)
- August Wilhelm Iffland, drammaturgo tedesco (n. 1759)
- Saverio Landolina, archeologo italiano (n. 1743)
- Joseph Malliard, artigiano austriaco (n. 1748)
- Marianna Monti, soprano italiano (n. 1730)
- Giuseppe Pistocchi, architetto italiano (n. 1744)
- Gaetano Poggiali, editore e bibliografo italiano (n. 1753)
- Stefano Polito, imprenditore e circense italiano (n. 1763)
- Maximilian Friedrich Gustav Adolf Salvemini, teorico della musica olandese (n. 1747)
- Joanna Southcott, mistica britannica (n. 1750)
- Clemente Susini, italiano (n. 1754)
- Apolonia Ustrzycka, nobile polacca (n. 1736)
- Vincenzo Valdrè, artista e architetto italiano (n. 1742)
- Giuseppe Vella, monaco cristiano e falsario italiano (n. 1749)
- Giuseppe Ventimiglia, principe di Belmonte, politico italiano (n. 1766)
- Vincenza Viganò Mombelli, ballerina e librettista italiana (n. 1760)
- James Wilson, esploratore britannico (n. 1760)
- Sa'ud bin Abd al-Aziz bin Muhammad bin Sa'ud, sovrano saudita
- Elisabeth von Matt, astronoma austriaca (n. 1762)